# Hylaeus braunsi
Hylaeus braunsi är en biart som först beskrevs av Johann Dietrich Alfken 1905.  Hylaeus braunsi ingår i släktet citronbin, och familjen korttungebin. Inga underarter finns listade i Catalogue of Life.